# Isaiah Taylor
Pour les articles homonymes, voir Taylor.
Isaiah Shaquille Taylor, né le 11 juin 1994 à Hayward, Californie, est un joueur américain de basket-ball. Il évolue au poste de meneur.

## Biographie

### Carrière universitaire
Il passe trois années universitaires à l'université du Texas à Austin où il joue pour les Longhorns.

### Carrière professionnelle
Le 23 juin 2016, lors de la draft 2016 de la NBA, automatiquement éligible, il n'est pas sélectionné. Le lendemain, il signe avec les Rockets de Houston un contrat de trois ans avec des options d'équipe. Il participe à la NBA Summer League 2016 de Las Vegas avec les Rockets. En cinq matches (dont trois titularisations), il a des moyennes de 5 points, 1,4 rebond et 4 passes décisives en 20,5 minutes par match.

## Statistiques

### Universitaires
Les statistiques en matchs universitaires d'Isaiah Taylor sont les suivantes :
| Saison    | Équipe | Matchs | Titul. | Min./m | % Tir | % 3pts | % LF | Rbds/m. | Pass/m. | Int/m. | Ctr/m. | Pts/m. |
| --------- | ------ | ------ | ------ | ------ | ----- | ------ | ---- | ------- | ------- | ------ | ------ | ------ |
| 2013-2014 | Texas  | 35     | 35     | 30,1   | 39,1  | 26,3   | 74,8 | 3,29    | 4,03    | 1,06   | 0,09   | 12,69  |
| 2014-2015 | Texas  | 24     | 24     | 31,5   | 40,1  | 28,2   | 84,2 | 3,17    | 4,58    | 0,96   | 0,08   | 13,08  |
| 2015-2016 | Texas  | 33     | 33     | 30,9   | 42,0  | 30,6   | 81,1 | 2,79    | 4,97    | 0,88   | 0,21   | 15,03  |
| Total     |        | 92     | 92     | 30,8   | 40,4  | 29,2   | 79,2 | 3,08    | 4,51    | 0,97   | 0,13   | 13,63  |

## Palmarès
- First-team All-Big 12 (2016)
- Third-team All-Big 12 (2015)
- Big 12 All-Rookie Team (2014)